# Лесистое
Лесистое (до 1947 — Нассавен (нем. Nassawen)) — посёлок в Нестеровском муниципальном округе Калининградской области.

## География
Находится в юго-восточной части Калининградской области, в зоне хвойно-широколиственных лесов, в пределах Виштынецкой возвышенности, у северной окраины лесного массива Роминтенская пуща, на расстоянии примерно 22 километров (по прямой) к югу от города Нестерова, административного центра района. Абсолютная высота — 169 метров над уровнем моря.

### Часовой пояс
Посёлок Лесистое как и вся Калининградская область, находится в часовой зоне МСК−1. Смещение применяемого времени относительно UTC составляет +2:00.

## История
До 1947 года носил название Нассавен (нем. Nassawen). В период с 2008 по 2018 годы Лесистое входило в состав Чистопрудненского сельского поселения Нестеровского района, с 2018 по 2022 годы — в состав Нестеровского городского округа.

## Население
| 1910 | 1933 | 1939 | 2002 | 2010 |
| ---- | ---- | ---- | ---- | ---- |
| 323  | ↗350 | ↗403 | ↘58  | ↘35  |

### Национальный состав
Согласно результатам переписи 2002 года, в национальной структуре населения русские составляли 89 %.